# Roșia (okręg Bihor)
Roșia – wieś w Rumunii, w okręgu Bihor, w gminie Roșia. W 2011 roku liczyła 1979 mieszkańców.